# Division I 1966-1967
La Division I 1966-1967 è stata la 64ª edizione della massima serie del campionato belga di calcio disputata tra il settembre 1966 e il maggio 1967 e conclusa con la vittoria del R.S.C. Anderlecht, al suo tredicesimo titolo e quarto consecutivo.
Capocannoniere del torneo fu Jan Mulder (Anderlecht), con 20 reti.

## Formula
Come nella stagione precedente le squadre partecipanti furono 16 e disputarono un turno di andata e ritorno per un totale di 30 partite.
Le ultime due classificate vennero retrocesse in Division 2.
Le società ammesse alle coppe europee furono cinque: la squadra campione si qualificò alla Coppa dei Campioni 1967-1968, la vincitrice della coppa nazionale alla Coppa delle Coppe 1967-1968 e altri tre club vennero iscritti alla Coppa delle Fiere 1967-1968.

## Classifica finale
|    | Classifica                  | G  | V  | N  | P  | GF | GS | Dif | Pt |
| -- | --------------------------- | -- | -- | -- | -- | -- | -- | --- | -- |
| 1  | Anderlecht                  | 30 | 20 | 7  | 3  | 63 | 12 | 51  | 47 |
| 2  | RFC Brugeois                | 30 | 21 | 3  | 6  | 63 | 33 | 30  | 45 |
| 3  | RFC Liégeois                | 30 | 16 | 7  | 7  | 43 | 27 | 16  | 39 |
| 4  | Standard Liegi              | 30 | 15 | 7  | 8  | 50 | 34 | 16  | 37 |
| 5  | Anversa                     | 30 | 11 | 10 | 9  | 34 | 27 | 7   | 32 |
| 6  | K. Sint-Truidense VV        | 30 | 12 | 7  | 11 | 43 | 41 | 2   | 31 |
| 7  | KSV Waregem                 | 30 | 9  | 12 | 9  | 28 | 27 | 1   | 30 |
| 8  | R. Daring Club de Bruxelles | 30 | 8  | 11 | 11 | 41 | 47 | -6  | 27 |
| 9  | K. Lierse SK                | 30 | 9  | 8  | 13 | 34 | 39 | -5  | 26 |
| 10 | R. Beerschot AC             | 30 | 9  | 8  | 13 | 47 | 55 | -8  | 26 |
| 11 | Beeringen                   | 30 | 7  | 12 | 11 | 43 | 46 | -3  | 26 |
| 12 | KFC Malinois                | 30 | 7  | 12 | 11 | 36 | 45 | -9  | 26 |
| 13 | R. Racing White             | 30 | 7  | 11 | 12 | 35 | 48 | -13 | 25 |
| 14 | R. Charleroi SC             | 30 | 7  | 11 | 12 | 32 | 49 | -17 | 25 |
| 15 | ARA La Gantoise             | 30 | 7  | 8  | 15 | 31 | 56 | -25 | 22 |
| 16 | R. Tilleur FC               | 30 | 6  | 4  | 20 | 26 | 62 | -36 | 16 |

### Verdetti
- RSC Anderlechtois campione del Belgio 1966-67.
- ARA La Gantoise e R. Tilleur FC retrocesse in Division II.